# Bombers de Flin Flon
Les Bombers de Flin Flon  sont une équipe de hockey sur glace de la Ligue de hockey junior de la Saskatchewan. L'équipe est basée à Flin Flon dans le Manitoba.

## Historique
La création de franchise date de 1927 et intègre la Ligue de hockey de l'Ouest en 1967. L'équipe gagne la Coupe Memorial en 1957 contre l'équipe des Canadiens juniors d'Ottawa.
En 1978, l'équipe déménage à Edmonton dans l'Alberta et devient la seconde édition des Oil Kings d'Edmonton. Six ans plus tard; une nouvelle franchise se créée à Creighton dans la Saskatchewan et prend le nom de Bombers. En effet, la ville de Creighton et Flin Flon sont deux villes voisines à la frontière entre le Manitoba et la Saskatchewan. La Ligue autorise alors l'équipe à jouer dans un autre état mais à faire partie de la LHJS. L'équipe reprend, après deux ans, son nom traditionnel de Bombers de Flin Flon.

## Statistiques

### 1966-1979
| Saison    | PJ | V  | D  | N  | BP  | BC  | Pts | Classement    | Séries éliminatoires       |
| --------- | -- | -- | -- | -- | --- | --- | --- | ------------- | -------------------------- |
| 1967-1968 | 60 | 47 | 8  | 5  | 361 | 143 | 99  | 1er de la WHL | Défaite en finale          |
| 1968-1969 | 60 | 47 | 13 | 0  | 343 | 159 | 94  | 1er Est       | Champion de la LHOu        |
| 1969-1970 | 60 | 42 | 18 | 0  | 257 | 176 | 84  | 1er Est       | Champion de la LHOu        |
| 1970-1971 | 66 | 41 | 23 | 2  | 306 | 224 | 84  | 2e Est        | Défaite en finale          |
| 1971-1972 | 68 | 31 | 36 | 1  | 265 | 307 | 63  | 8e            | Défaite en quart de finale |
| 1972-1973 | 68 | 39 | 19 | 10 | 334 | 228 | 88  | 2e Est        | Défaite en demi-finale     |
| 1973-1974 | 68 | 34 | 21 | 13 | 322 | 259 | 81  | 2e Est        | Défaite en quart de finale |
| 1974-1975 | 70 | 19 | 42 | 9  | 262 | 389 | 47  | 6e Est        | Non qualifiés              |
| 1975-1976 | 72 | 18 | 44 | 10 | 279 | 441 | 46  | 6e Est        | Non qualifiés              |
| 1976-1977 | 72 | 16 | 42 | 14 | 294 | 411 | 46  | 3e Est        | Non qualifiés              |
| 1977-1978 | 72 | 33 | 30 | 9  | 396 | 380 | 75  | 2e Est        | Défaite en demi-finale     |
| 1978-1979 | 72 | 17 | 43 | 12 | 288 | 403 | 46  | 3e Est        |                            |

### Depuis 1984
| Saison    | PJ | V  | D  | N  | DP | DTB | BP  | BC  | Pts | Classement     | Séries éliminatoires              |
| --------- | -- | -- | -- | -- | -- | --- | --- | --- | --- | -------------- | --------------------------------- |
| 1984-1985 | 64 | 16 | 48 | 0  | -  | -   | 294 | 495 | 32  | 8e de la SJHL  | Défaite au premier tour           |
| 1985-1986 | 60 | 13 | 46 | 1  | -  | -   | 234 | 452 | 27  | 10e de la SJHL | Non qualifiés                     |
| 1986-1987 | 64 | 13 | 50 | 1  | -  | -   | 249 | 430 | 27  | 9e de la SJHL  | Non qualifiés                     |
| 1987-1988 | 60 | 21 | 35 | 4  | -  | -   | 207 | 337 | 46  | 8e de la SJHL  |                                   |
| 1988-1989 | 64 | 36 | 26 | 2  | -  | -   | 342 | 303 | 74  | 3e nord        |                                   |
| 1989-1990 | 68 | 30 | 33 | 5  | -  | -   | 293 | 325 | 65  | 4e nord        | Défaite au premier tour           |
| 1990-1991 | 68 | 27 | 36 | 5  | -  | -   | 208 | 286 | 59  | 5e nord        | Non qualifiés                     |
| 1991-1992 | 64 | 27 | 32 | 5  | -  | -   | 206 | 243 | 59  | 3e nord        | Défaite en quart de finale        |
| 1992-1993 | 64 | 35 | 23 | 6  | -  | -   | 277 | 215 | 76  | 2d nord        | Victoire en finale (Coupe Anavet) |
| 1993-1994 | 68 | 36 | 28 | 4  | -  | -   | 272 | 259 | 76  | 4e nord        | Défaite au premier tour           |
| 1994-1995 | 64 | 14 | 44 | 6  | -  | -   | 184 | 336 | 34  | 6e nord        | Non qualifiés                     |
| 1995-1996 | 64 | 21 | 38 | 5  | -  | -   | 201 | 280 | 47  | 5e nord        | Défaite au premier tour           |
| 1996-1997 | 64 | 23 | 37 | 4  | -  | -   | 204 | 250 | 50  | 6e nord        | Non qualifiés                     |
| 1997-1998 | 64 | 23 | 33 | 8  | -  | -   | 191 | 249 | 54  | 6e nord        | Non qualifiés                     |
| 1998-1999 | 66 | 34 | 29 | 3  | -  | -   | 194 | 224 | 71  | 5e nord        | Défaite au premier tour           |
| 1999-2000 | 60 | 29 | 27 | 4  | -  | -   | 215 | 180 | 62  | 5e nord        | Défaite en quart de finale        |
| 2000-2001 | 62 | 44 | 15 | 3  | 0  | -   | 271 | 182 | 91  | 1er de la SJHL | Défaite en demi-finale            |
| 2001-2002 | 64 | 10 | 46 | 6  | 2  | -   | 170 | 334 | 28  | 6e Dodge       | Non qualifiés                     |
| 2002-2003 | 60 | 10 | 41 | 6  | 3  | -   | 168 | 290 | 29  | 7e Dodge       | Non qualifiés                     |
| 2003-2004 | 60 | 17 | 28 | 12 | 3  | -   | 183 | 238 | 49  | 5e Dodge       | Non qualifiés                     |
| 2004-2005 | 55 | 10 | 36 | 6  | 3  | -   | 138 | 244 | 29  | 6e Itech       | Non qualifiés                     |
| 2005-2006 | 55 | 19 | 33 | 1  | 2  | -   | 173 | 216 | 41  | 5e Itech       | Défaite en quart de finale        |
| 2006-2007 | 58 | 18 | 38 | -  | 2  | 0   | 168 | 264 | 38  | 6e Itech       | Non qualifiés                     |
| 2007-2008 | 58 | 33 | 21 | -  | 2  | 2   | 219 | 172 | 70  | 3e Itech       | Défaite en demi-finale            |